# هونوانگه ایمبولکوتادنیا
هونوانگه ایمبولکوتادنیا (به لاتین: Hunuange Imbulkotadeniya) یک منطقهٔ مسکونی در سری‌لانکا است که در استان مرکزی (سری‌لانکا) واقع شده‌است.